# Huisje Mostinckx
Huisje Mostinckx, officieel Hoeve Mostinckx, is een langgevelhoeve met een lemen voorgevel aan het dorpsplein van Sint-Martens-Bodegem, een deelgemeente van Dilbeek in Vlaams-Brabant. Sinds het jaar 2000 is deze gemeente de eigenaar.

## Geschiedenis
Een vermelding uit 1556 noemt Jean Moernay als eigenaar. In 1598 stond het bekend als herberg 'De Oude Smisse' en in 1621 werd het 'De Helle' genoemd. In 1722 werd het bezit van de familie Mostinckx. Op een Ferrariskaart van 1777 staat het aangegeven. In 1900 bouwde de familie Mostinckx een schuur aan het huisje, daarin is nu een museum over de hopteelt gevestigd. Het monument staat op de lijst van onroerend erfgoed sinds 1981.

## Naamgeving
De naam van de hoeve is afkomstig van de laatste bewoners: Sofie Mostinckx en haar man Karel de Pauw. Het huis was eigendom van Sofies familie. Karel was een inwijkeling in Bodegem en werd door de buurtbewoners al snel Karel Mostinckx genoemd.

## Bouw
Huisje Mostinckx is een kleine, lemen hoeve zoals er vroeger wel meer in het Pajottenland te vinden waren. Het grootste deel van deze hoeves is verdwenen. Om het erfgoed te bewaren werd het zoveel als mogelijk naar de oorspronkelijke staat gerestaureerd. Deze restauratie werd afgerond in 2011 en sindsdien is het monument open voor bezoek.
Het huisje is gebouwd en ook hersteld volgens de principes van de leembouw zoals die gebruikelijk waren in het Pajottenland. Leem komt er voor in de bodem en ook de andere bouwmaterialen waren goedkoop te krijgen in de omgeving. Wanneer de eigenaar geld had werd de leem van de zwakste muur vervangen door bakstenen. Daardoor heeft de hoeve enkel nog een lemen voorgevel.

## Galerij

Exterieur
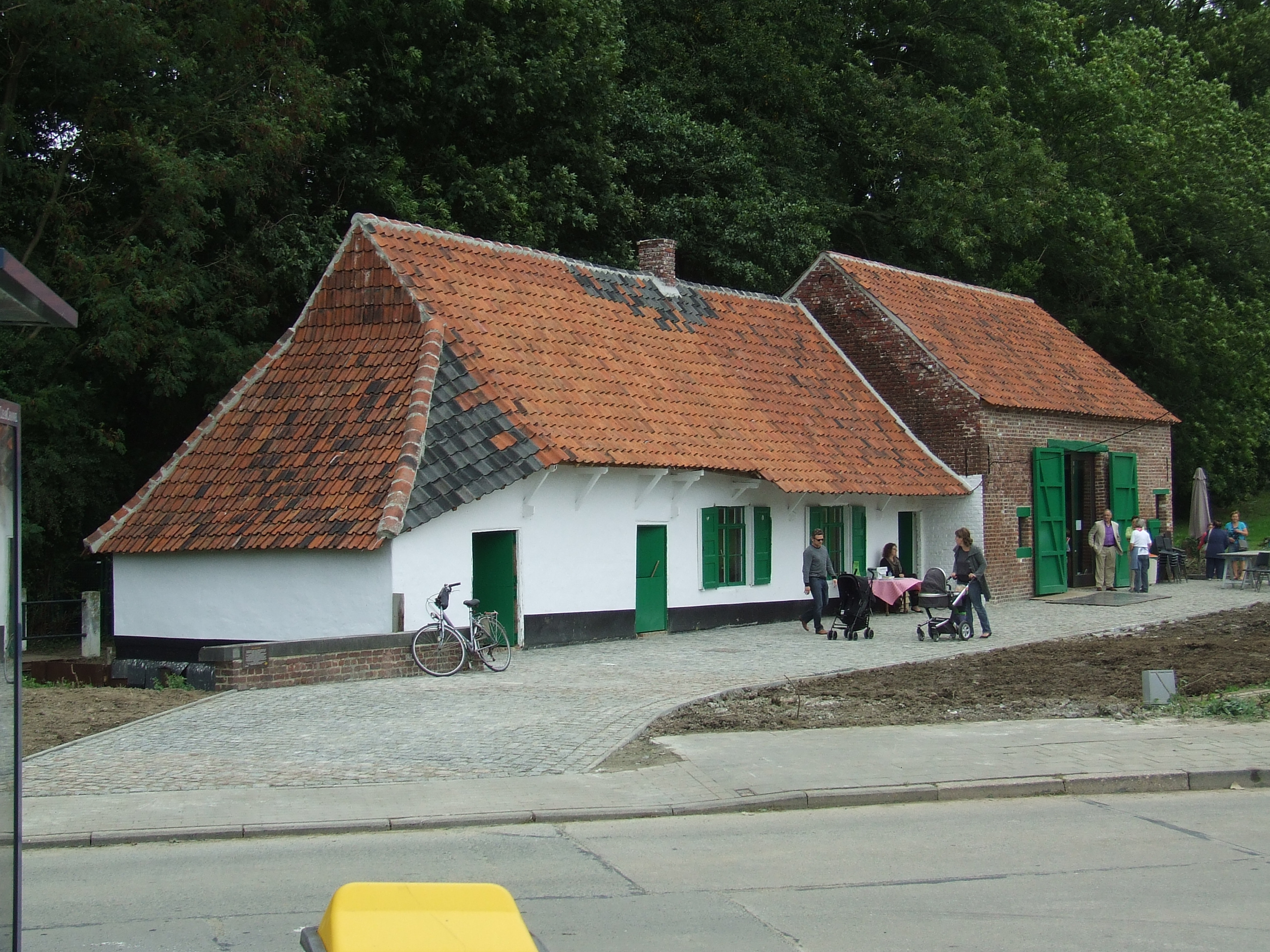
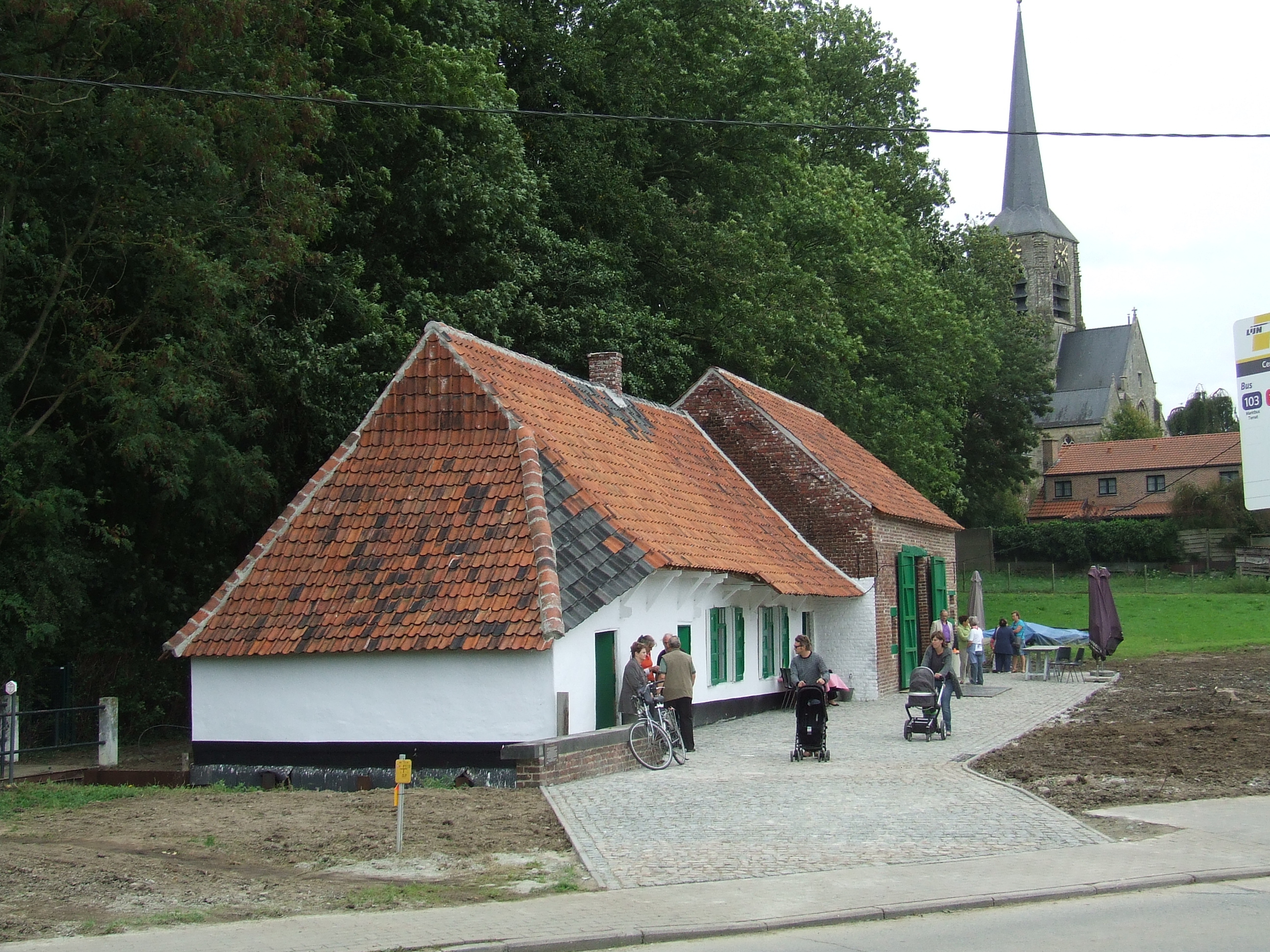
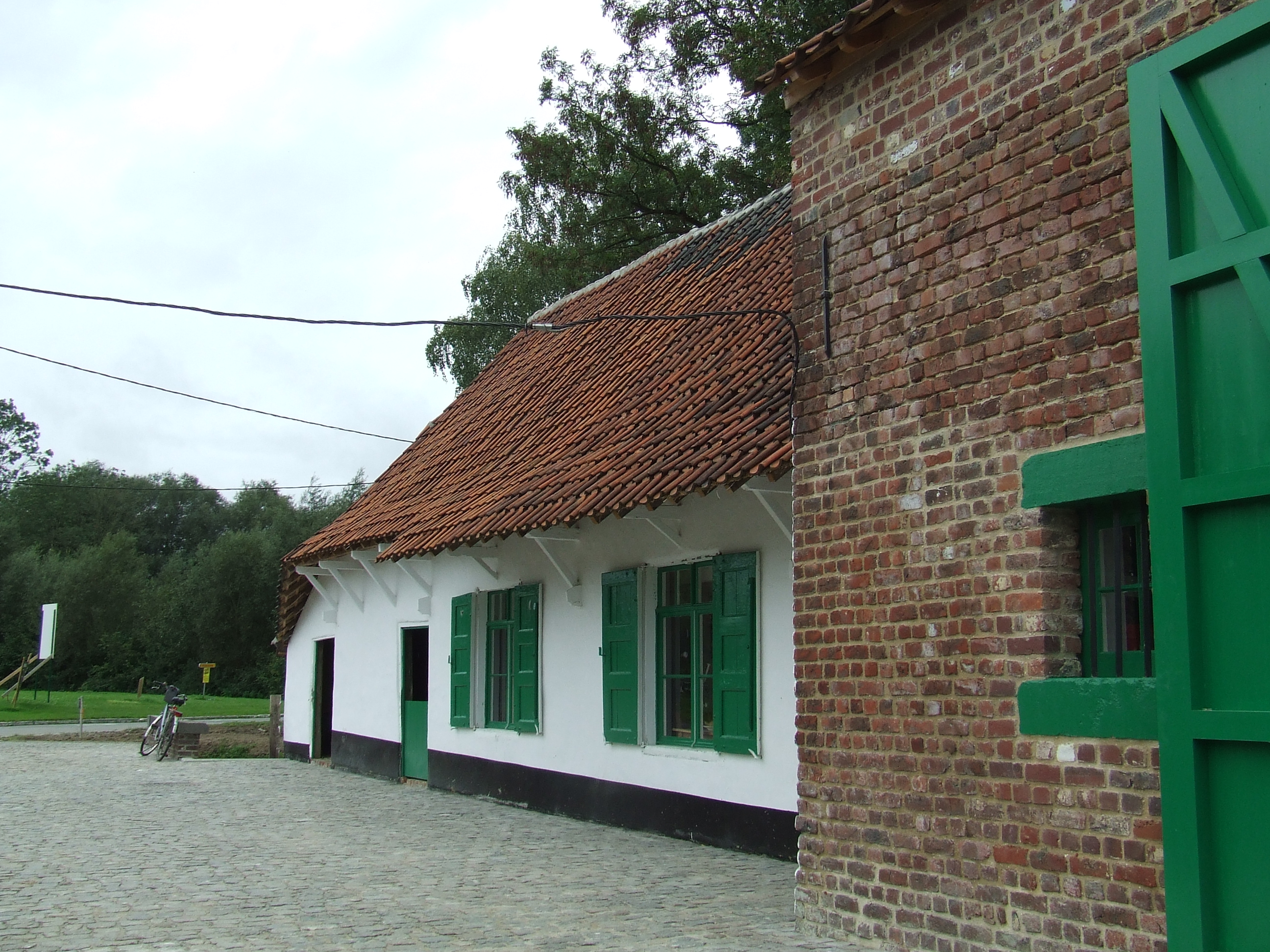
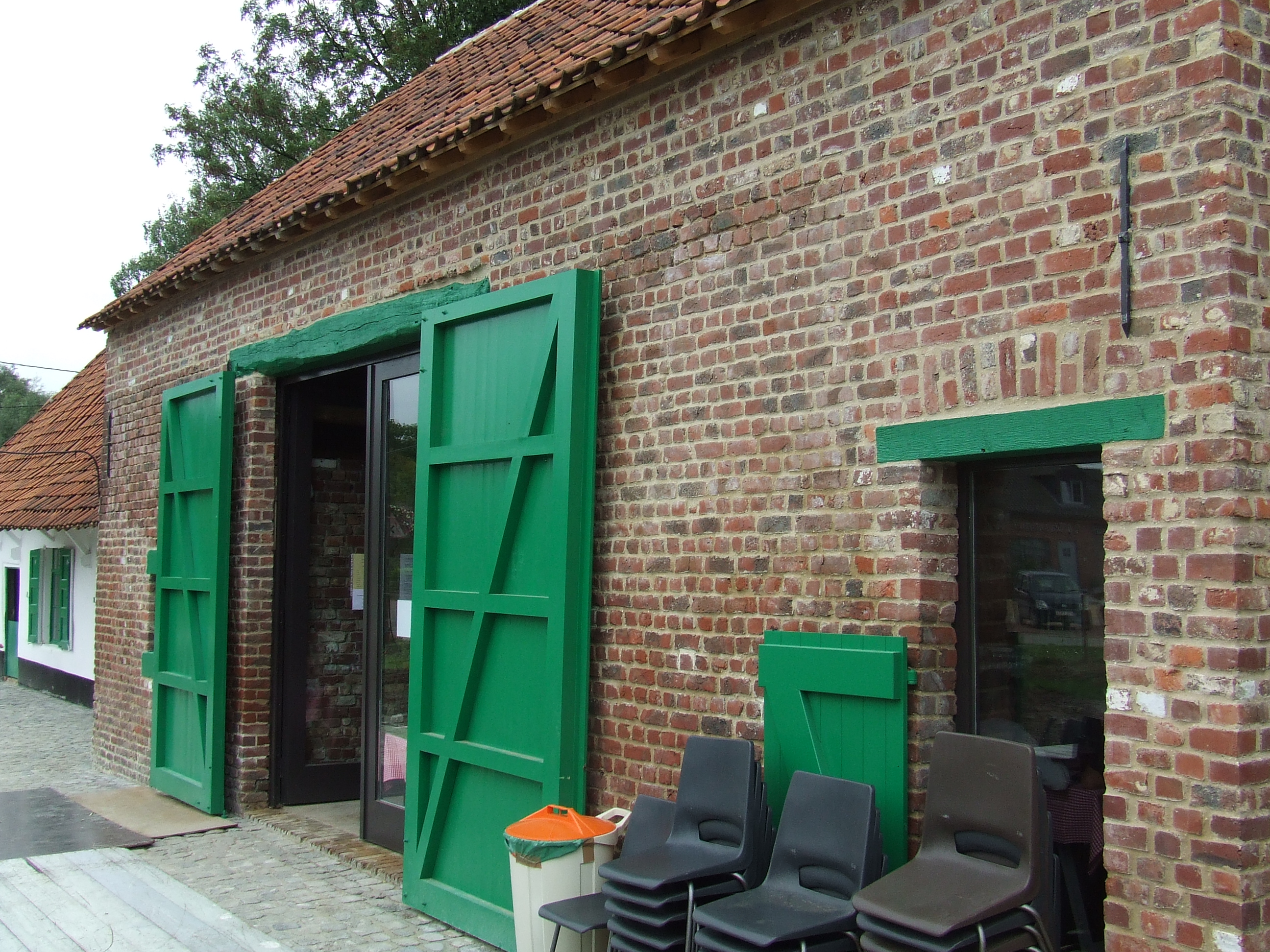
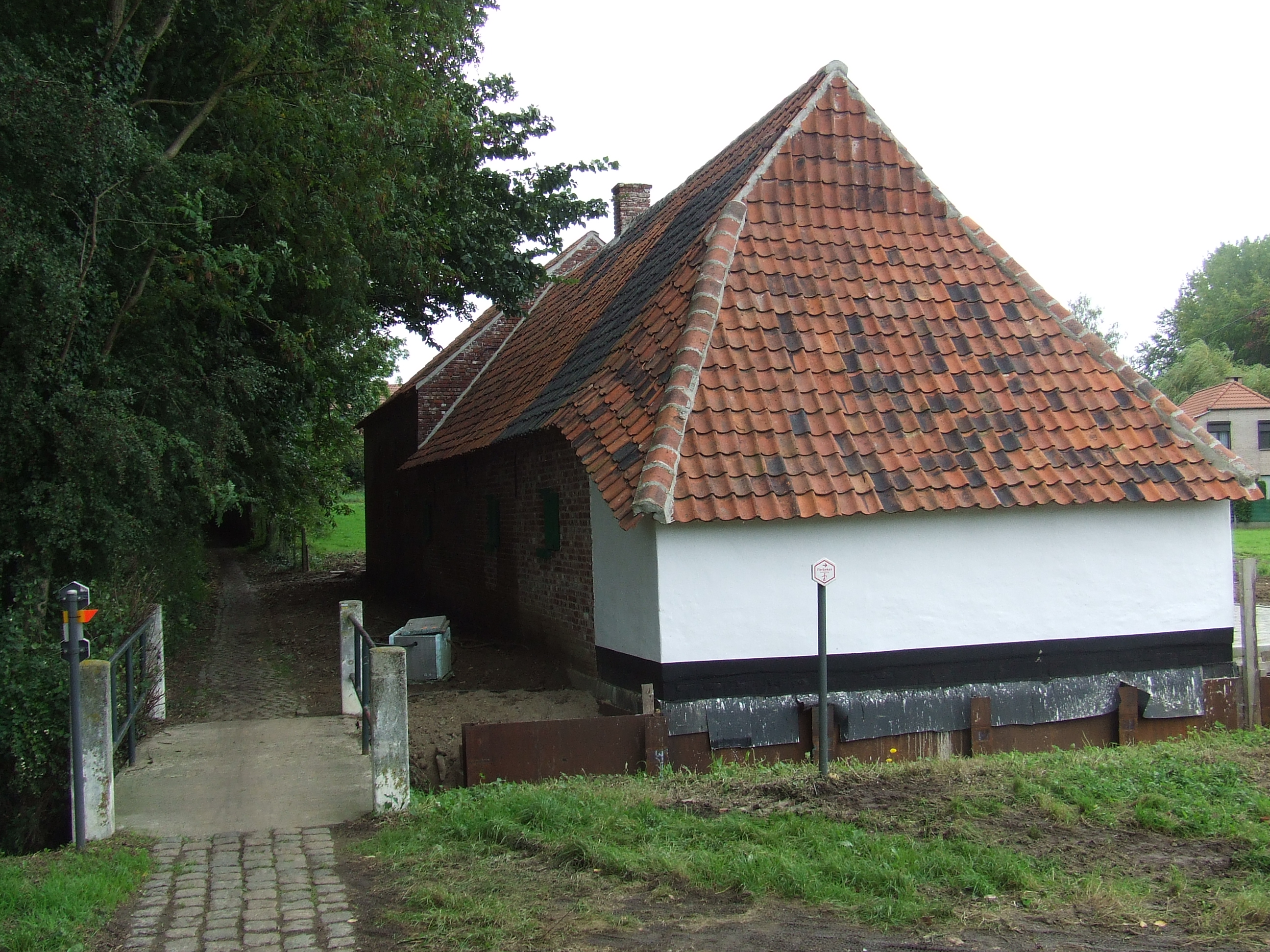

Interieur
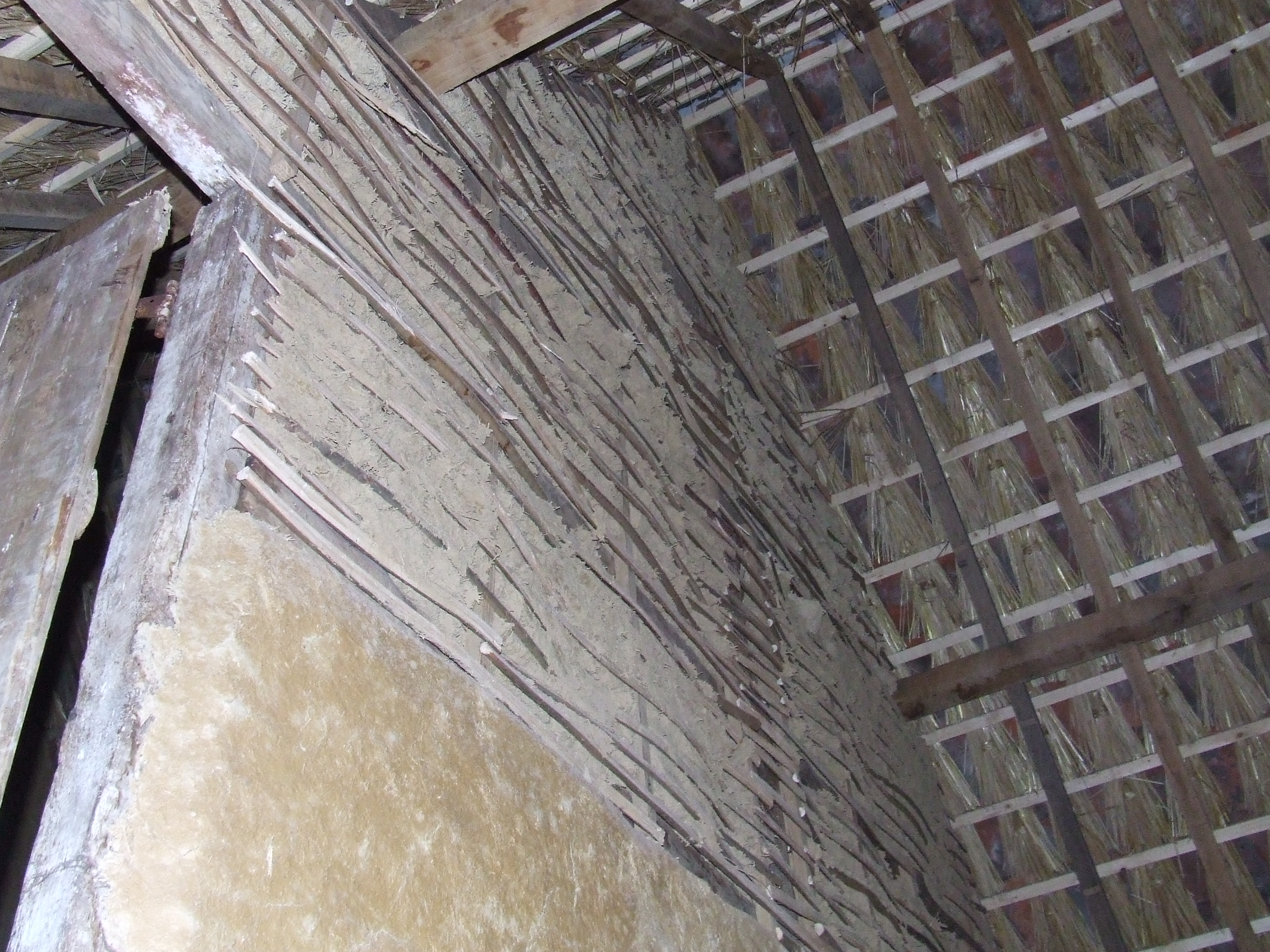
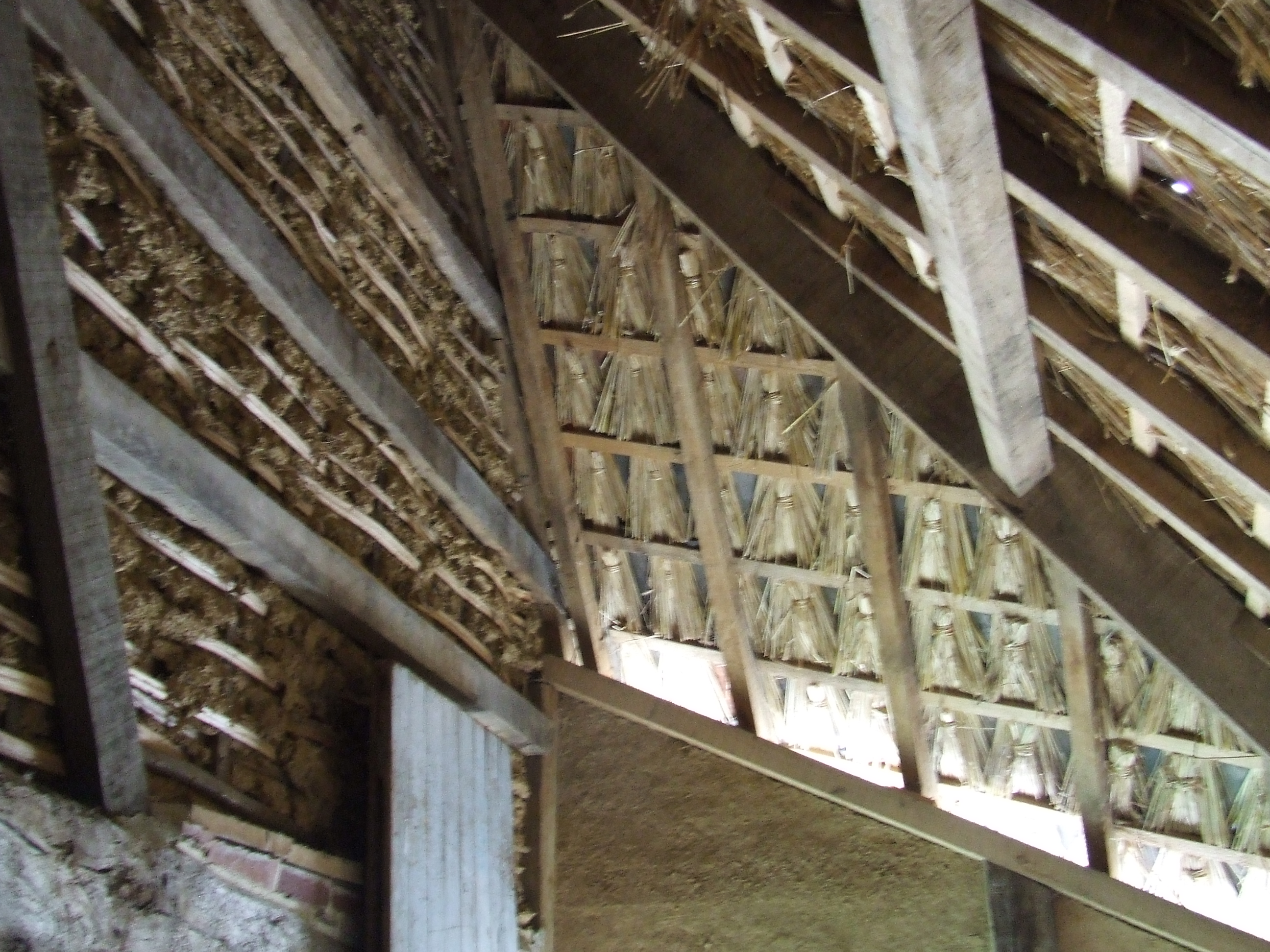
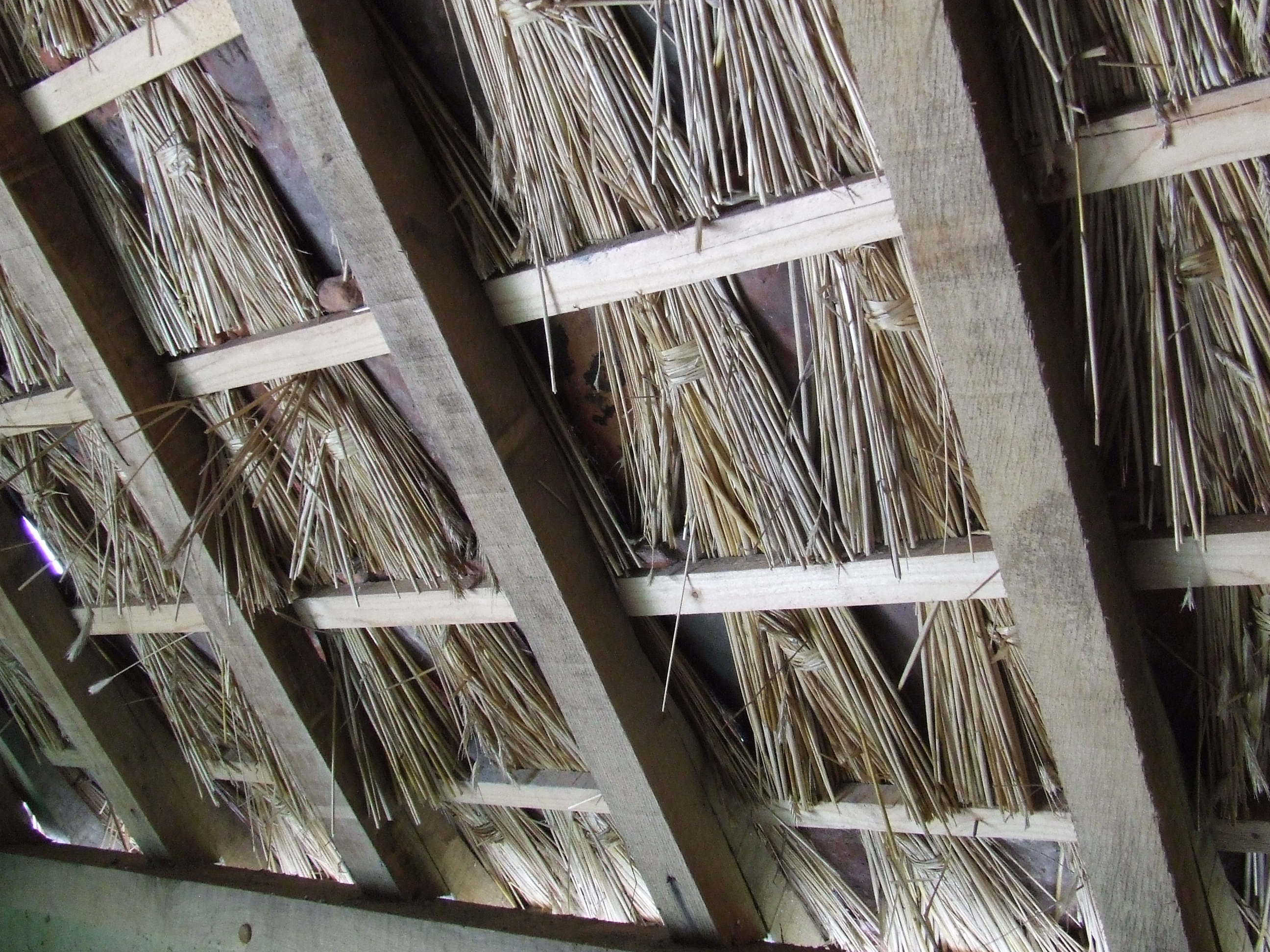
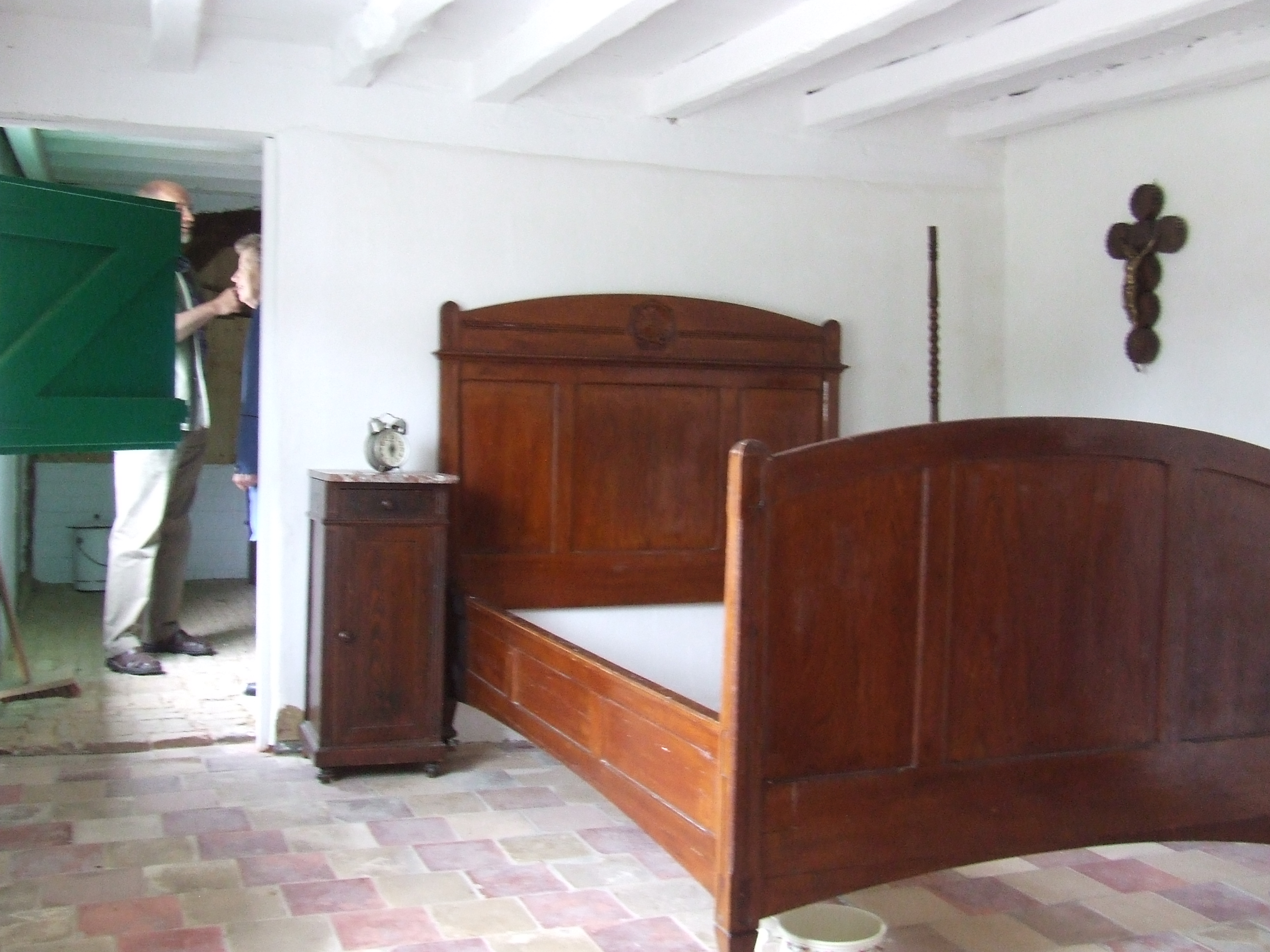
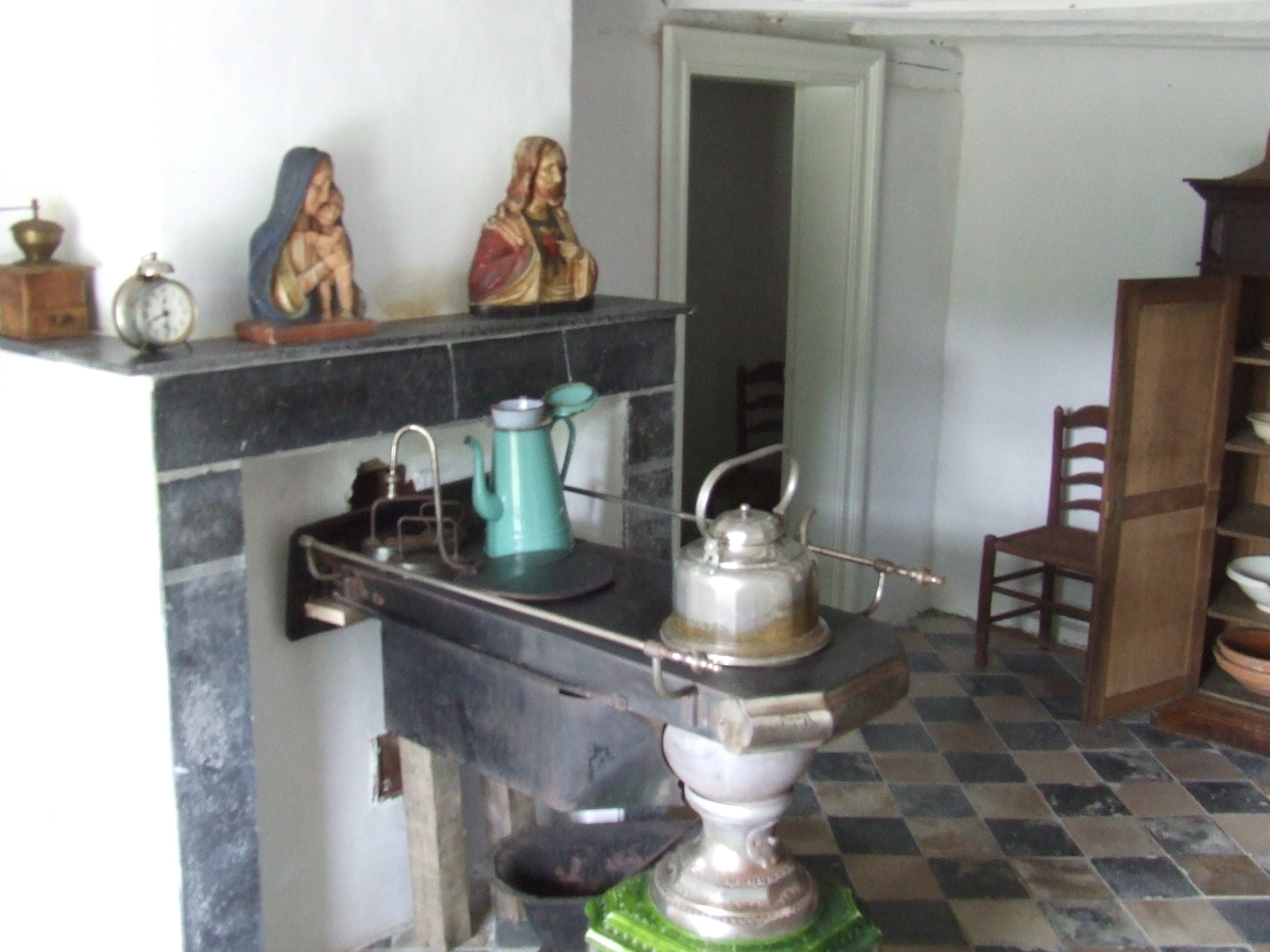
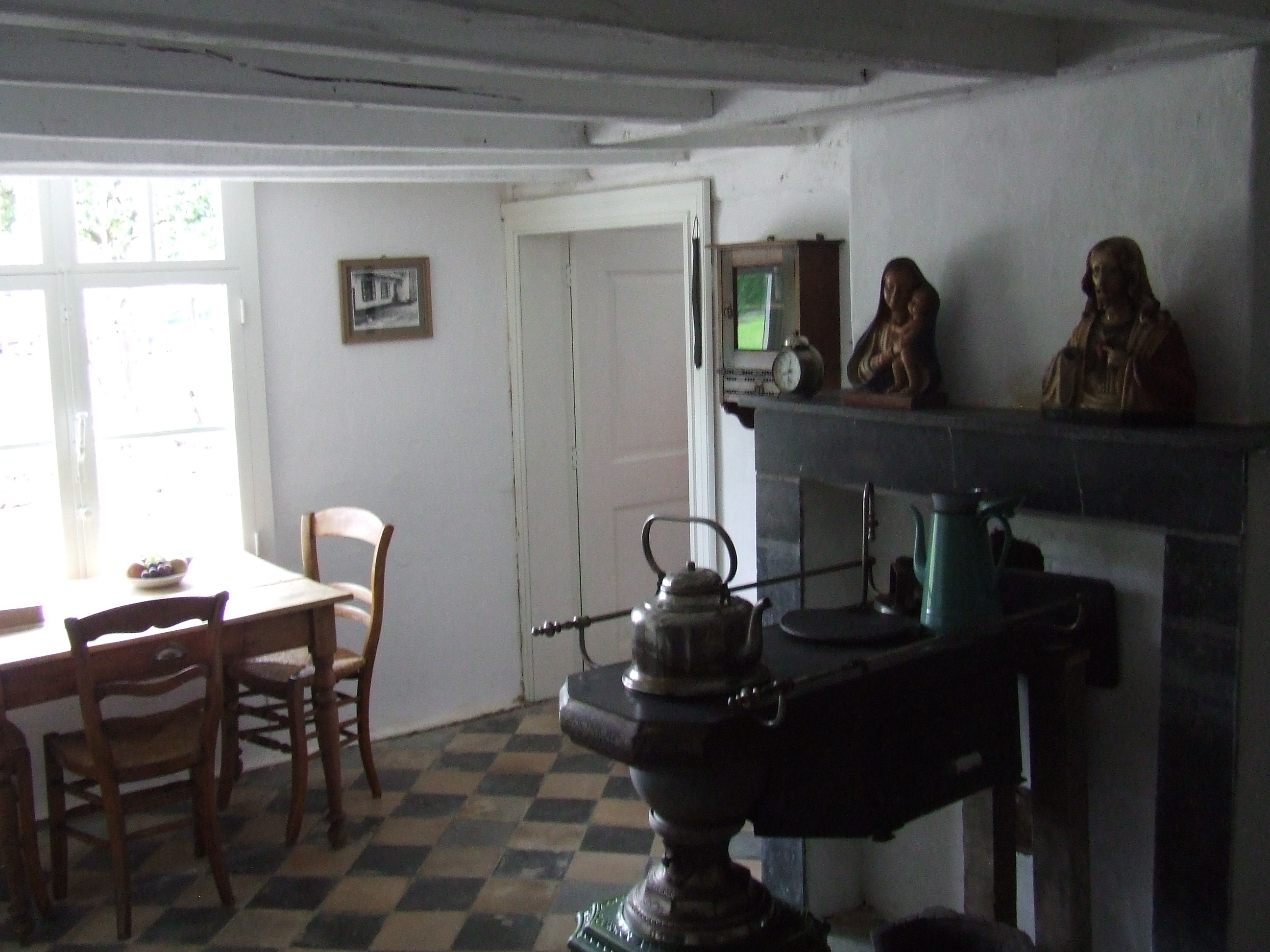
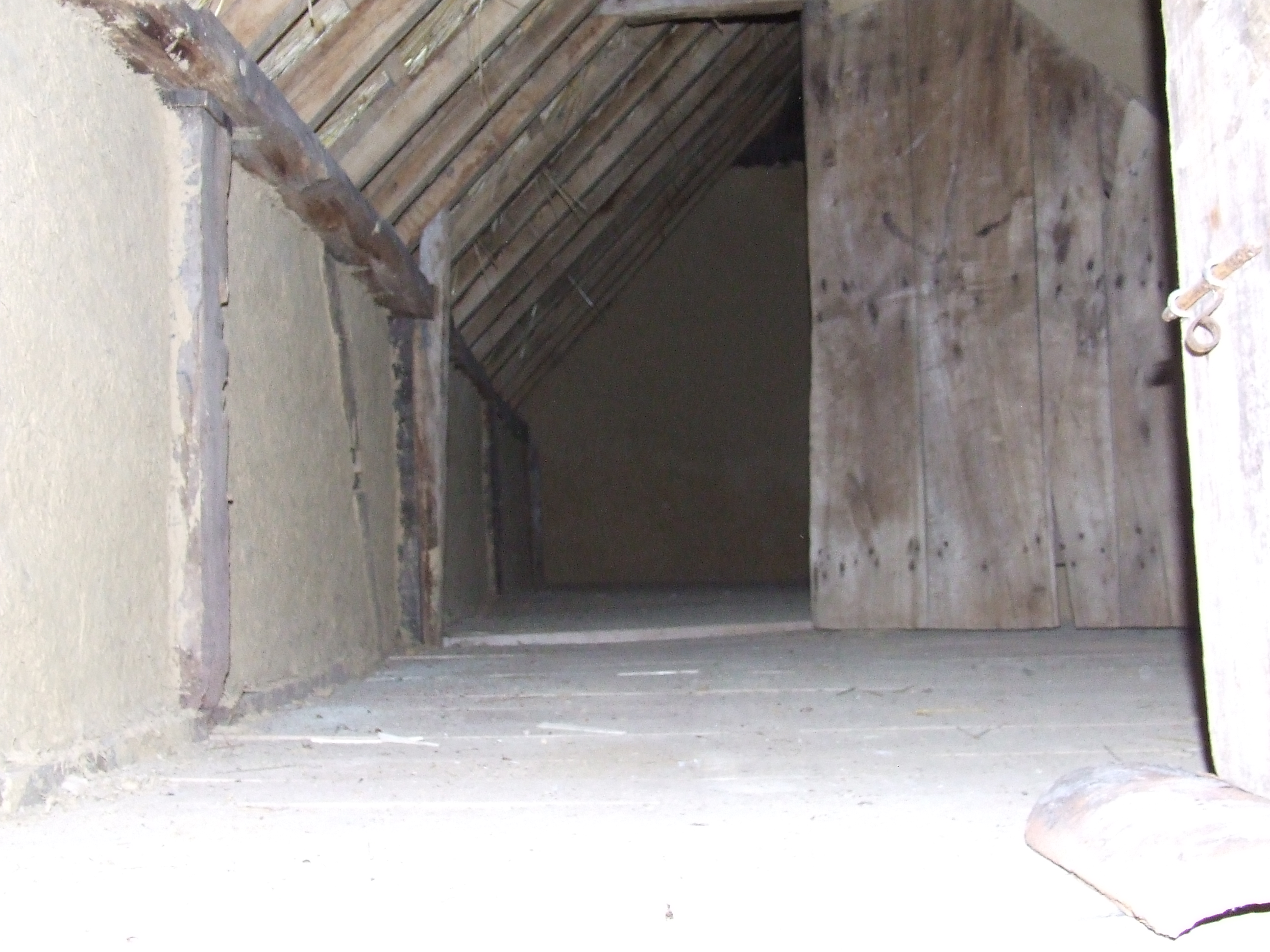
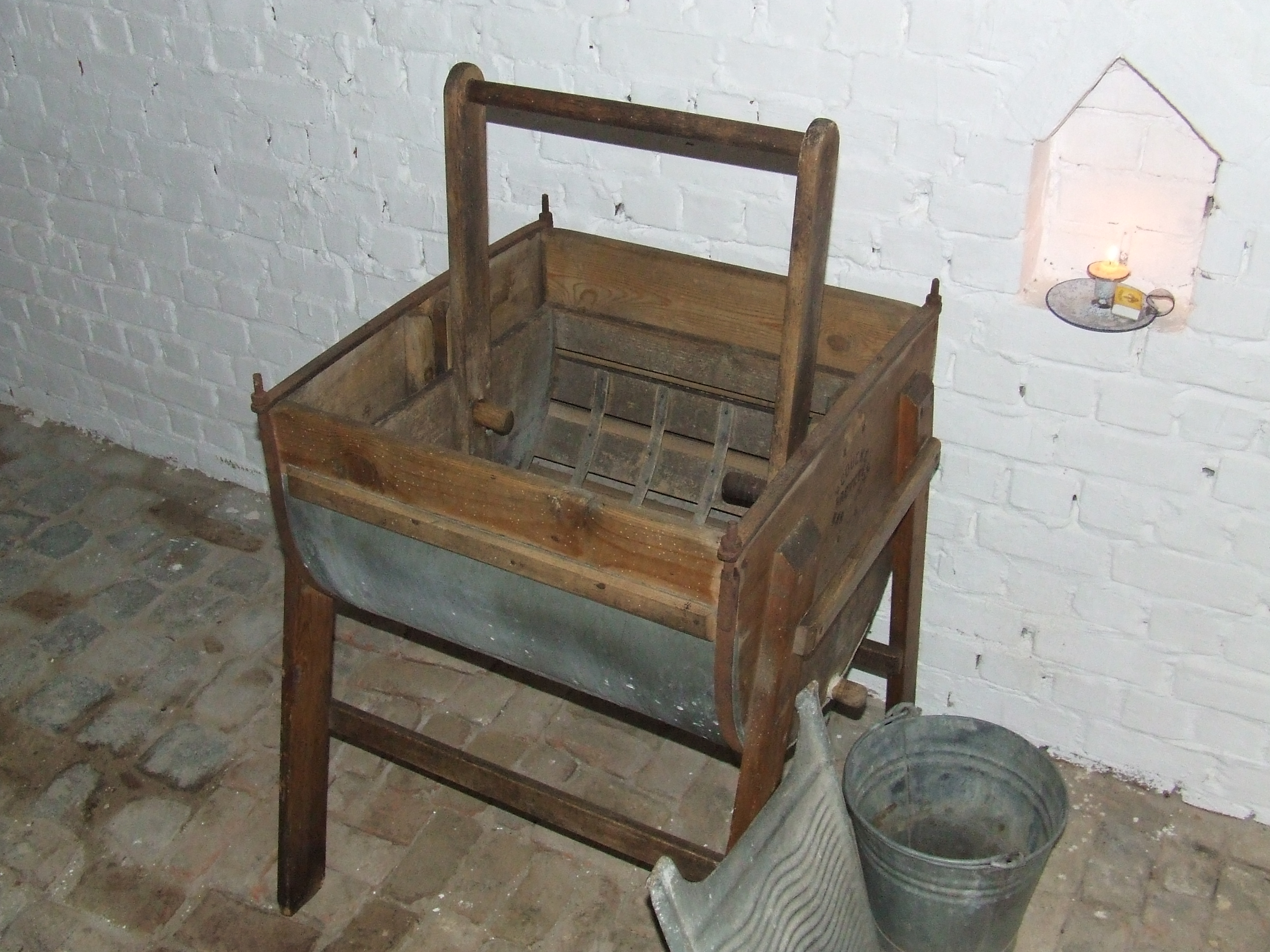
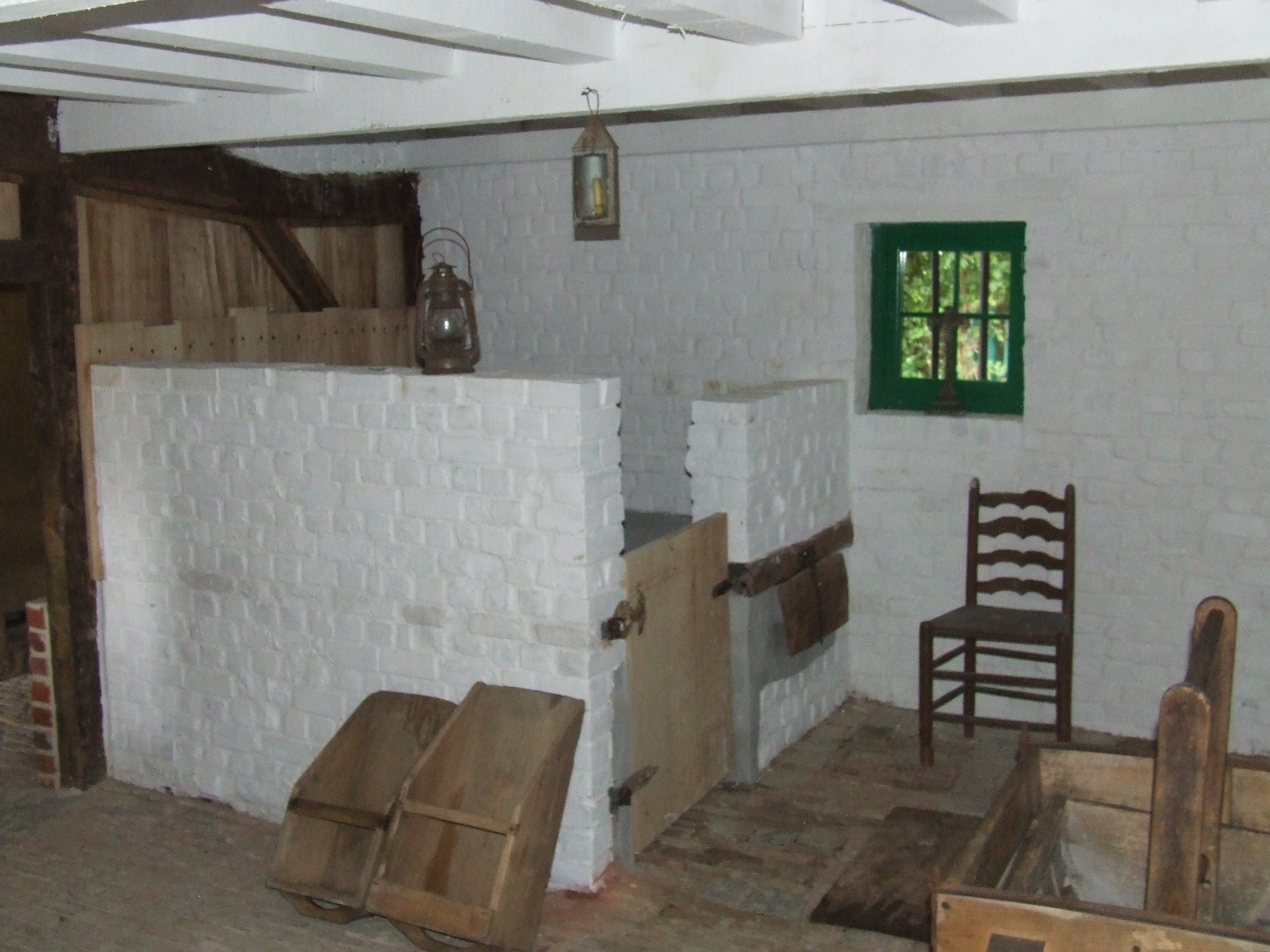